# Papyrus 20
Papyrus 20 (nach Gregory-Aland mit Sigel {\displaystyle {\mathfrak {P}}}20 bezeichnet) ist eine frühe griechische Abschrift des Neuen Testaments. Dieses Papyrusmanuskript des Jakobusbriefes enthält nur die Verse 2,19–3,9. Mittels Paläographie wurde es auf das frühe 3. Jahrhundert datiert.
Der griechische Text des Kodex repräsentiert den Alexandrinischen Texttyp (oder eher einen proto-Alexandrinischen). Aland ordnete ihn in Kategorie I ein. Die Handschrift zeigt größte Übereinstimmung mit dem Codex Sinaiticus und dem Codex Vaticanus.
Es wird zurzeit in der Princeton University Library (AM 4117) in Princeton aufbewahrt.